# Operatore virtuale di rete mobile
Nelle telecomunicazioni un operatore virtuale di rete mobile, in sigla MVNO (dall'inglese mobile virtual network operator), è una società che fornisce servizi di telefonia mobile senza possedere alcuna licenza per il relativo spettro radio né necessariamente avere tutte le infrastrutture necessarie per fornire tali servizi utilizzando a tal scopo una parte dell'infrastruttura di un operatore mobile reale (in inglese Mobile Network Operator, in sigla MNO).

## Storia
Gli accordi MVNO con gli operatori di rete risalgono agli anni novanta, quando il mercato europeo delle telecomunicazioni vide la liberalizzazione del mercato, nuovi quadri normativi, una migliore tecnologia di rete 2G e un successivo salto nei numeri degli abbonati wireless. Sebbene le nuove reti 2G gestissero in modo più efficiente le bande di frequenza limitate assegnate al servizio wireless, i nuovi operatori mobili erano limitati dalla loro capacità di accedere a bande di frequenza in uno spettro limitato.

## Tipologie
Le diverse tipologie di operatori mobili virtuali sono:

### Full mobile virtual network operator (Full MVNO)
Un Full mobile virtual network operator (Full MVNO), è un operatore di telefonia mobile che gestisce interamente il servizio offerto tranne la rete d'accesso di proprietà dell'operatore con cui ha stretto un accordo (MNO - Mobile network operator). Il Full MVNO detiene la rete di commutazione e pertanto è anche l'operatore che emette e convalida le SIM. Dal punto di vista regolatorio, esso si deve perciò dotare di mobile network code (MNC), per il tramite del quale generare gli IMSI (International Mobile Subscriber Identity) delle SIM. Esso si può dotare anche di un arco di numerazione MSISDN (Mobile Subscriber ISDN Number) propria e quindi si può interconnettere con le altre reti come un normale operatore mobile (MNO). In questo modo il Full MVNO può cambiare MNO senza per questo dover sostituire tutte le SIM emesse.
I suoi clienti sono a tutti gli effetti clienti "ospiti" della rete dell'MNO come accade quando ci si reca all'estero perché il Full MVNO stabilisce una relazione di roaming nazionale.
Tra i benefici maggiori di questo modello di MVO vi è sicuramente la già citata possibilità di cambiare l'MNO semplicemente modificando l'accordo di roaming e quella di poter gestire in piena autonomia gli accordi di roaming con gli operatori all'estero.
Tali benefici sono però controbilanciati da costi più elevati rispetto agli altri modelli di MVNO e dalla richiesta di una forte competenza nel campo delle telecomunicazioni a causa della complessità nella sua realizzazione e gestione.

### Enhanced service provider (ESP MVNO)
A differenza del Full MVNO l'operatore possiede solo le infrastrutture per la fornitura dei VAS (Value Added Services) e quelle per la commercializzazione dei prodotti. La rete d'accesso e l'emissione di SIM viene demandata all'MNO. L'ESP non può cambiare MNO se non sostituendo tutte le SIM emesse. I clienti dell'ESP sono automaticamente abilitati al roaming internazionale ereditando gli accordi che l'MNO ha già stipulato con gli operatori di altri Paesi. È il modello di MVNO più diffuso in Italia.

### Service provider MVNO (SP MVNO)
È un rivenditore di traffico su rete mobile che rivende il traffico acquisito all'ingrosso da un operatore di rete mobile, il quale gestisce interamente il traffico dal punto di vista tecnico. L'ATR limita la sua attività al campo della commercializzazione, fatturazione e assistenza al cliente. Può utilizzare un proprio marchio commerciale. Le SIM utilizzate dai clienti sono realizzate dagli operatori ai quali gli SP MVNO si appoggiano per la rete.

### Air time reseller (ATR)
È un rivenditore di traffico su rete mobile che rivende il traffico acquisito all'ingrosso da un operatore di rete mobile, il quale mantiene l'evidenza del proprio marchio commerciale e gestisce interamente il traffico dal punto di vista tecnico. L'ATR limita la sua attività al campo della commercializzazione, fatturazione e assistenza al cliente. Le SIM utilizzate dai clienti sono realizzate dagli operatori ai quali gli ATR si appoggiano per la rete.

### Mobile virtual network enabler (MVNE)
È caratterizzato dal non avere una licenza di telefonia mobile o qualsiasi rapporto diretto con i clienti finali. L'MVNE non è in grado di fornire ad esempio traffico voce o dati, ma solitamente è in grado di gestire SMS e MMS, servizio clienti, fatturazione del cliente, raccolta di statistiche di consumo del traffico. L'MVNE non si occupa di marketing e di vendita agli utilizzatori finali. L'MVNE è dunque un intermediario tra gli MNO e gli operatori virtuali.

### Mobile virtual network aggregator (MVNA)
È un operatore che offre servizi mobili e dati all'ingrosso a società che, come gli MVNO, forniscono i servizi ai propri clienti finali con il proprio nome o marchio. L'MVNA ha una relazione contrattuale con i propri operatori di rete mobile MNO e MVNO ma non con il cliente finale.

### Indirect access provider (IAP)
Fornitore di accesso indiretto che offre servizi di telecomunicazioni con accesso alla rete mobile tramite un codice carrier selection o pre-selection. Il servizio è offerto avvalendosi di accordi con operatori di rete mobile tradizionale (da qui MNO). Lo IAP non emette e non appone il proprio logo sulle SIM.

### Service provider (SP)
È un fornitore di servizi di telecomunicazioni, con esclusione del servizio di telefonia vocale. I servizi sono forniti avvalendosi di un accordo con un MNO. Il Service Provider può essere responsabile delle attività di assistenza al cliente e di fatturazione e utilizzare un proprio marchio commerciale. Sotto il profilo tecnico questo tipo di operatore è paragonabile a un ESP, con le differenze che conseguono dal fatto che un ESP offre anche servizi voce.

## Operatori virtuali di rete mobile nel mondo

### Africa

#### Kenya
Nel gennaio 2008, nel Kenya, c'erano più di dieci milioni di numeri mobili funzionanti. La commissione per le telecomunicazioni del Kenya (in inglese: CCK Communications Commission of Kenya) concesse la licenza a tre MVNO.

#### Nigeria
Il primo MVNO della Nigeria ha compiuto nel 2022 un passo importante verso il lancio commerciale con l'assegnazione di una licenza MVNO completa, come riporta l'Agence Nigerienne de Presse (ANP). In una dichiarazione del governo si legge che: "Il Consiglio dei ministri ha adottato il progetto di decreto che concede alla società una licenza per la creazione e la gestione di reti mobili virtuali Full MVNO per un periodo di cinque anni". La licenza gli è costata 50 milioni di XAF (corrispondenti a 78.000 USD).
La Commissione nigeriana per le comunicazioni (NCC) ha delineato, anche nel 2022, cinque diversi livelli di classificazione degli MVNO, ovvero: Tier 1 Operatore virtuale; Tier 2 Operatore di strutture semplici; Tier 3 Operatore di strutture principali; Tier 4 Aggregatore virtuale/abilitatore; e Tier 5 Operatore virtuale unificato.

#### Senegal
Sono tre gli operatori selezionati in Senegal per l'ottenimento delle licenze MVNO.

#### Sudafrica
L'industria degli operatori di rete virtuale mobile sudafricana comprende grandi operatori come Lycamobile Sudafrica. Cell C è l'unico operatore di rete mobile che ha aperto la propria rete ai partner MVNO.

#### Uganda
In Africa, l'Uganda ha registrato tre MVNO.

### America

#### Brasile
In Brasile, gli MVNO sono regolati da ANATEL, l'agenzia brasiliana delle telecomunicazioni, dal novembre 2010. A settembre 2014, la quota di mercato congiunta di tutti gli MVNO brasiliani era dello 0,04%.

#### Canada
Nel 2022 la Commissione canadese per le radiotelevisioni e le telecomunicazioni (CRTC) ha emesso decisioni sui termini e le condizioni per l'accesso degli MVNO alle reti degli operatori mobili canadesi basati su infrastrutture Rogers, Bell e Telus, e dell'operatore provinciale del Saskatchewan denominato SaskTel, che devono iniziare ad accettare le richieste di accesso alle loro reti e avviare trattative con i fornitori regionali di telefonia mobile per concordare le tariffe MVNO all'ingrosso. La CRTC ha affermato che le sue ultime iniziative apriranno la porta a un maggior numero di aziende, in particolare ai piccoli fornitori regionali delle aree rurali, per offrire maggiore concorrenza e scelta a un maggior numero di canadesi, garantiranno che l'accesso MVNO sia offerto sulle reti mobili attuali e future, compreso il 5G, "negando diverse disposizioni che renderebbero il servizio di accesso MVNO più restrittivo o difficile da usare" e impediranno qualsiasi disposizione che limiti i fornitori regionali a rivendere il loro accesso all'ingrosso ad altri MVNO.

#### Messico
Il modello di business con i MVNO incominciò in Messico a seguito della riforma delle telecomunicazioni entrata in vigore all'inizio di gennaio 2015. L'Istituto Federale delle Telecomunicazioni del Messico (in spagnolo: Instituto Federal de Telecomunicaciones, IFT) ha rivelato che il numero totale di abbonamenti MVNO nel Paese ha raggiunto 11,1 milioni al 31 marzo 2023, con un aumento rispetto ai 6,2 milioni dell'anno precedente.

### Asia

#### Cina
Gli MVNO in Cina hanno circa 20 milioni di clienti tra più di un miliardo di abitanti in totale. I tre operatori Snail Mobile, d.Mobile e YuanTel rappresentano circa la metà degli abbonati MVNO.

#### Corea del Sud
Gli abbonati degli operatori di rete virtuale mobile erano 7,61 milioni alla fine di marzo 2020, in calo dello 0,6 per cento rispetto al mese precedente, secondo i dati del Ministero della scienza e delle ICT coreano.
Nell'anno 2021 invece, gli abbonati ai servizi MVNO in Corea del Sud erano circa 10,4 milioni. Questa cifra è stata la più alta registrata nel periodo in esame e sottolinea la crescita costante di questi servizi nel mercato delle telecomunicazioni sudcoreano.

#### Giappone
L'istituto giapponese MM Research a Minato-ku ha annunciato il 13 giugno 2019 i risultati del mercato domestico MVNO aggiornati alla fine di marzo. Il numero di contratti di linea per la tipologia di servizio SIM è stato di 13.122 milioni, in aumento del 21,2% rispetto all'anno precedente. Inoltre, il rapporto tra contratti di SIM a servizio unico e contratti di telefonia mobile (3G e LTE) è aumentato al 7,4% (il tipo di servizio SIM non includeva le cifre del contratto prepagato).

#### Giordania
Il principale osservatorio di telefonia giordano ha emesso i suoi primi regolamenti MVNO nel 2008, facilitando la creazione del primo MVNO nel mondo arabo nel 2010.

#### India
In India, il Dipartimento delle Telecomunicazioni sotto il Ministero delle Comunicazioni e dell'Information Technology, ha accettato una raccomandazione del regolatore nazionale delle telecomunicazioni, il Telecom Regulatory Authority of India, per consentire i VNO nel paese, e ha annunciato la concessione di una licenza unificata per gli operatori di rete virtuale il 31 maggio 2016. I VNO hanno formato un'associazione, la VNOAI per rappresentare le attuali questioni normative che impattano la loro redditività aziendale MVNO.

#### Thailandia
In Thailandia, cinque MVNO ricevettero, nel 2009, una licenza di Tipo II per operare sulla rete 3G di servizi di telecomunicazione statali TOT Mobile Thailand a 2100 MHz. A gennaio 2017, soltanto due dei cinque MVNO originari risultavano in servizio.

### Europa
Nel 1997, con i mercati europei aperti alla concorrenza e le nuove tecnologie che consentivano un servizio migliore e telefoni più economici, ci fu un'impennata della domanda di telefoni cellulari. Nel bel mezzo di questa ondata, Sense Communications combatté per l'accesso allo spettro di operatori di rete mobile (MNO) in Scandinavia. Sense fu in grado di stabilire un accordo MVNO con Sonera in Finlandia, ma non riuscì a persuadere i MNO in Svezia, Danimarca e Norvegia. Presentò poi ricorso alle autorità di regolamentazione dell'UE, citando le disposizioni che richiedevano determinati MNO per consentire l'interconnessione di nuovi operatori. Mentre la richiesta di Sense fu respinta, nel novembre 1999 la società firmò un accordo con Telia/Telenor Mobile per l'accesso alla capacità della rete GSM, consentendo di offrire servizi ai propri clienti in Svezia e Norvegia.
Nonostante l'iniziale insuccesso di Sense, il regolatore in Danimarca ha visto la promessa nel modello MVNO come un percorso economico per le aziende di telecomunicazioni per entrare nel mercato e nel maggio 2000 passò la legislazione che richiedeva agli operatori di rete un significativo potere di mercato per aprire l'accesso ai loro infrastrutture. Nell'agosto dello stesso anno, l'MNO SONOFON consolidò il primo accordo MVNO attuabile con Tele2. Questo accordo consentì a Tele2 l'accesso alla rete SONOFON per i servizi mobili e di roaming, il secondo dei quali era stato richiesto (e negato) a Sense Communications. Con le nuove normative in vigore, gli MVNO in Scandinavia sono infine cresciuti fino a raggiungere una quota di mercato superiore al 10%.
Nel 2003, la Commissione europea emise una raccomandazione di regolamentazione delle telecomunicazioni alle autorità nazionali per esaminare la competitività del mercato dell'accesso all'ingrosso e l'origine delle chiamate sulle reti pubbliche di telefonia mobile.  Lo studio portò a nuovi regolamenti da parte delle autorità di regolamentazione in diversi Paesi, tra cui l'Irlanda e la Francia, che costringono gli operatori ad aprire le loro reti agli MVNO.

#### Francia
L'ARCEP è l'Autorità francese di regolamentazione delle comunicazioni elettroniche e postali in Francia. I suoi dati pubblicati nel 2016 facevano constatare che il numero di SIM di MVNO era diminuito di 70 000 unità. Al 30 giugno 2016, gli MVNO francesi raggiunsero una quota di mercato del 10,6% pari a 7,4 milioni di linee mobili. Nel primo trimestre 2018, gli MVNO francesi hanno raggiunto una quota di mercato dell'11% pari a 8 milioni di SIM. I MVNO francesi vedevano una netta maggioranza di SIM prepagate (64,2%) rispetto agli abbonamenti (8,4%).

#### Italia
Il settore delle telecomunicazioni italiano è passato da un regime monopolistico a un contesto dinamico e competitivo in seguito alla liberalizzazione totale dei servizi e delle infrastrutture che è diventata effettiva nel 1998. Il primo operatore virtuale italiano è stato CoopVoce, lanciato il 4 giugno 2007 su rete TIM. Gli MVNO al 30 settembre 2017 totalizzavano il 7,6% di quota di mercato per numero SIM complessive. Al 31 marzo 2018 sono cresciuti all'8,2% di quota di mercato per numero SIM complessive. L'osservatorio sulle comunicazioni dell'AGCOM di marzo 2018, indicava Postemobile (47,3% del mercato virtuale) come primo operatore virtuale italiano seguito da Fastweb (19,6%), Lycamobile (12,6%), CoopVoce (9,2%) e Tiscali (3,1%). Il restante 8,2% è da ripartire tra tutti gli altri operatori virtuali.

#### Polonia
Nell'anno 2016 le carte SIM degli operatori virtuali polacchi corrispondevano a circa l'1,7% del totale SIM sul mercato nazionale polacco.

#### Portogallo
La legalizzazione di questo settore derivò dalla misura proposta da ANACOM il 9 febbraio 2007, con cui gli operatori mobili virtuali ottennero l'accesso alle reti di telefonia mobile (Portugal Telecom Meo, Vodafone Portugal, Nos e Nowo) e poterono offrire servizi agli utenti finali con il proprio marchio.

#### Repubblica Ceca
Nell'anno 2015 il CTÚ Český Telekomunikační Úřad (tradotto in italiano: Ufficio delle Telecomunicazioni Ceco) e l'APMS Asociace Provozovatelů Mobilních Sítí (tradotta in italiano: Associazione degli operatori di reti mobili) misero insieme un primo elenco di operatori mobili nazionali.

#### Spagna
La legalizzazione di questo settore avvenne nel 2002 grazie a un ordine ministeriale (CTE/601/2002) Al 31 ottobre 2016, gli MVNO spagnoli raggiunsero una quota di mercato del 10,71% pari a 5,4 milioni di linee mobili.

### Russia
In Russia, alla fine dell'anno 2015, c'erano circa 2,2 milioni di clienti MVNO. In percentuale corrispondevano a non più dell'1% del numero totale di carte SIM attivate nel Paese.